# Christoph Julius Bünting
Christoph Julius Bünting (* im 18. Jahrhundert; † nach 1766) war ein deutscher Orgelbauer.

## Leben und Werk
Nur wenige biografische Details sind zu Christoph Julius Bünting bekannt. Er wurde als Sohn des Hamburger Orgelbauers Konrad Bünting geboren. Im Jahr 1733 übersiedelte der Vater nach Lübeck, wo ihm Arbeiten an der großen Orgel der Marienkirche übertragen worden waren (1733–1735). In Lübeck wirkte Konrad Bünting neben dem Schnitger-Schüler Hans Hantelmann und dessen Schüler Christoph Erdmann Vogel.
In den 1730er Jahren sind gemeinsame Arbeiten von Christoph Julius Bünting und seinem Vater nachweisbar. Neben Erweiterungsumbauten in der Hansestadt führte der Sohn im weiteren Umkreis Lübecks Reparaturen und Umbauten durch. Von ihm selbst ist die Schreibweise „Bünding“ belegt. Der Name „August Wilhelm Bünting“, der beim Curslacker Erweiterungsumbau genannt wird, scheint eine Namensverwechslung zu sein. In der Lübecker Jakobikirche erweiterte Christoph Julius Bünting die Große Orgel und in der Marienkirche beide Orgeln um ein kleines Schwellwerk nach englischem Vorbild, das von der oberen Klaviatur aus spielbar war und vor allem Zungenregister erhielt. An mehreren Orgeln erweiterte Bünting die fehlenden Töne in der Bassoktave und baute Koppeln ein.

## Werkliste
In der fünften Spalte bezeichnet die römische Zahl die Anzahl der Manuale, ein großes „P“ ein selbstständiges Pedal und die arabische Zahl in der vorletzten Spalte die Anzahl der klingenden Register.
| Jahr      | Ort       | Gebäude                      | Bild | Manuale | Register | Bemerkungen |
| --------- | --------- | ---------------------------- | ---- | ------- | -------- | --- |
| 1736–1739 | Curslack  | St. Johannis                 |      | II/P    | 19       | Erweiterung und Neubau des Prospekts, Umsetzung auf die Westempore; Prospekt erhalten                                                                       |
| 1739–1740 | Ratzeburg | Ratzeburger Dom              |      |         |          | Reparatur zusammen mit seinem Vater |
| 1739–1741 | Lübeck    | Jakobikirche, Große Orgel    |      | III/P   | 62       | Umbau des Brustwerks in ein Oberwerk hinter dem Hauptwerk und Erweiterung um 3 Register sowie Ergänzung des Pedals um eine Posaune 32′ → Orgel              |
| 1742      | Grömitz   | St. Nikolai                  |      |         |          | Neubau; Prospekt erhalten |
| 1758      | Lübeck    | Marienkirche, Große Orgel    |      | III/P   | 53 ?     | Erweiterung um ein Schwellwerk mit 2 Zungenregistern |
| 1760–1761 | Lübeck    | Marienkirche, Totentanzorgel |      | III/P   | 41       | Erweiterung um ein Schwellwerk mit 3 Registern |
| 1754–1766 | Mölln     | St. Nicolai                  |      | III/P   | 38       | technischer Neubau unter Einbeziehung alter Register, Erweiterung der Manualumfänge; Gehäuse und 5 Register (221 Pfeifen) im Hauptwerk von Bünting erhalten |